# San Cisco
I San Cisco sono un gruppo musicale australiano formatosi a Fremantle nel 2009.

## Discografia

### EP
- 2011 – Golden Revolver
- 2012 – Awkward
- 2012 – Beach

### Album in studio
- 2012 – San Cisco
- 2015 – Gracetown
- 2017 – The Water
- 2017 – Between You and Me

### Singoli
- 2010 – Golden Revolver
- 2010 – Girls Do Cry
- 2012 – Awkward
- 2012 – Wild Things
- 2012 – Rocket Ship
- 2013 – Fred Astaire
- 2014 – Run
- 2015 – Too Much Time Together
- 2015 – Magic
- 2016 – B Side
- 2016 – SloMo
- 2017 – Hey, Did I Do You Wrong?
- 2020 – Messages